# سیم‌اسکیل
سیم‌اسکیل (انگلیسی: SimScale) شرکت نرم‌افزار آلمانی است، که در سال ۲۰۱۳ تأسیس شد.